# 芦强
芦强（1989年1月8日—），是一名中国足球运动员，现效力中国足球超级联赛球队贵州人和，司职后卫。

## 俱乐部生涯
芦强出生于辽宁省大连市，早期就读于大连足球名校东北路小学，后进入大连实德梯队，并在2006年被提升进入一队。但他在大连实德效力期间，未能代表一线队出场比赛。2012年2月，他转会加盟贵州人和。7月4日，他在2012年中国足协杯第三轮贵州人和主场2比0击败广东日之泉的比赛中第69分钟替补鲁本·苏亚雷斯出场，上演职业生涯首秀。但他在2012赛季依然未能获得联赛出场机会。